# Muzeum Parafialne w Lubartowie
Muzeum Parafialne w Lubartowie – muzeum położone w Lubartowie. Placówka funkcjonuje przy bazylice św. Anny.
Muzeum powstało w 2000 roku z inicjatywy ks. prałata Andrzeja Tokarzewskiego. Mieści się ono w pomieszczeniach nad zakrystią. Placówka stanowi filię Muzeum Archidiecezjalnego Sztuki Religijnej w Lublinie. 
W skład ekspozycji muzealnej wchodzą przedmioty o charakterze liturgicznym, pochodzące z okresu funkcjonowania świątyni, tj. od XVIII wieku. Wśród eksponatów znajdują się m.in. ornaty, monstrancje, kielichy mszalne, krzyże, feretrony oraz relikwiarz Drzewa Krzyża Świętego. Część z tych przedmiotów stanowi dar księcia Pawła Karola Sanguszki, fundatora świątyni. Ponadto w zbiorach znajdują się obrazy o tematyce religijnej (m.in. cykl z wizerunkami dwunastu Apostołów) oraz bogaty księgozbiór (m.in. wydania wszystkich dzieł Bernarda z Clairvaux, Credo kardynała Stanisława Hozjusza oraz Biblię Wenecką z XVII wieku).

W ramach ekspozycji udostępniana jest również krypta bazyliki, gdzie znajdują się pochówki z okresu od XVII do XIX wieku, kolekcja portretów trumiennych oraz skarbiec.
Muzeum jest czynne w dni powszednie, w niedziele i święta zwiedzać je można między nabożeństwami.